# اشوک کومار (ورزشکار)
اشوک کومار (انگلیسی: Ashok Kumar؛ زادهٔ ۱ ژوئن ۱۹۵۰) بازیکن هاکی روی چمن اهل هند است.